# Битва при Гандамаке
Битва при Гандамаке (англ. Battle of Gandamak) — разгром британских войск при отступлении их из Кабула 13 января 1842 года во время Первой англо-афганской войны. 
В 1841 году в Кабуле вспыхнуло антибританское восстание, которое вынудило генерала Эльфинстоуна начать 6 января 1842 года эвакуацию британского гарнизона в направлении Джелалабада. Однако в условиях зимы, плохого знания местности и постоянных атак афганских отрядов отступление обернулось катастрофой. 13 января остатки 44-го Эссекского полка были окружены афганским ополчением в районе селения Гандамак (Нангархар). Британским солдатам было предложено сдаться, однако они оказали сопротивления и практически все погибли. Спасся только один Томас Сутер, которого приняли за высокопоставленного военачальника. 

### Статьи
- Dupree, Louis. The Retreat of the British Army from Kabul to Jalalabad in 1842: History and Folklore (англ.) // Journal of the Folklore Institute. — Indiana University Press, 1967. — Vol. 4. — P. 50–74.